# Johannesbach (Rißbach)
Der Johannesbach ist ein rund 7 km langer Wildbach in Tirol, der das Johannestal im Karwendel durchfließt.
Er entspringt westlich des Kleinen Ahornbodens und durchfließt diesen im Anschluss. Ab Höhe Schwarzlackenhütte (1204 m ü. A.) fließt der Bach frei zugänglich am Talgrund, verschwindet am Taleingang in einer Klamm, aus der er ins Schotterbett des Rißtals eintritt, um dort von links in den Rißbach zu münden.
Das Einzugsgebiet des Johannesbachs beträgt 30 km², der höchste Punkt darin ist die Birkkarspitze mit 2749 m ü. A.